# Disney Channel (Portugal)
 (août 2021).
Si vous disposez d'ouvrages ou d'articles de référence ou si vous connaissez des sites web de qualité traitant du thème abordé ici, merci de compléter l'article en donnant les références utiles à sa vérifiabilité et en les liant à la section « Notes et références ».
Disney Channel est une chaîne de télévision payante portugaise. Il a été lancé le 28 novembre 2001 en tant que chaîne premium, et a ensuite été ajouté aux offres de base sur toutes les plateformes. Son principal concurrent est Cartoon Network.

## Programmation
Disney Channel diffuse des séries en prise de vues réelles, des séries animées, de courtes séries, Disney XD et des films.
Depuis juillet 2013, la plupart des émissions originales de Disney Channel et Disney XD sont diffusées avec deux canaux audio, portugais ou anglais, en utilisant respectivement les normes MPEG-2 et AAC.
Depuis 2015, Disney Channel et Disney Jr. disposent d'un sous-titrage pour handicapés, à la suite d'un processus de collaboration entre les chaînes et la communauté sourde et l'Institut national de réadaptation. Cela s'est produit après qu'en décembre 2014, un père sourd, Rui Pinheiro, a fait appel à Disney Portugal pour sous-titrer ses programmes afin qu'il puisse les regarder avec sa fille, ce qui a généré une vague de solidarité sur les réseaux sociaux.
La chaîne n’a commencé à diffuser en HD qu’à partir du 4 mai 2021 sur Nos.

## Disney Junior
Disney Junior à Disney Channel était un bloc préscolaire. Il était diffusé tous les matins, mais le bloc a pris fin le 1er juin 2013 après le lancement de la chaîne localisée de Disney Junior chez tous les opérateurs. Tous les programmes ciblaient les enfants âgés de 2 à 6 ans.
- Art Attack
- Manny Mãozinhas
- Jake e os Piratas da Terra do Nunca
- Selva Sobre Rodas
- Lalaloopsy
- Little Einsteins
- A Casa do Mickey Mouse
- Agente Especial Oso

## Audience
Depuis octobre 2012, Disney Channel Portugal a contesté le leadership des cotes d'écoute de télévision par abonnement, en termes de moyenne quotidienne, avec Canal Hollywood, terminant deuxième pour toutes sauf une semaine. Cependant, c'était la chaîne avec la plupart des émissions dans le top 15 du mois, allant de cinq à neuf émissions par semaine. Disney Channel était la chaîne pour enfants la plus regardée et la 4e chaîne la plus regardée au Portugal.